# 堀口星眠
堀口 星眠（ほりぐち せいみん、1923年3月13日 - 2015年2月2日）は、群馬県出身の俳人、医師。本名・慶次。

## 人物・来歴
群馬県碓氷郡安中町（現・安中市）生まれ。旧制高崎中学、旧制新潟高校を経て、1942年に東京帝国大学医学部入学。1947年に卒業後、東大付属病院物療内科入局。
1943年より「馬酔木」に投句し水原秋桜子に師事。1949年、軽井沢に友人と共同で「森の家」と称する家を借り、翌年より大島民郎、相馬遷子、岡谷公二らと句会。「馬酔木」に新風を吹き込み馬酔木高原派と呼ばれた。1952年「馬酔木」同人。1955年、郷里の安中市にて開業。1958年馬酔木賞。1976年句集『営巣期』で第16回俳人協会賞。1981年に秋桜子が没してのち、秋桜子の指名で「馬酔木」主宰を継承するが、1984年に「橡」（とち）を創刊・主宰し「馬酔木」の主宰を退く。俳人協会顧問。特に高原で詩想を得た野鳥の句に優れた。句集には他に『火山灰の道』『青葉木菟』『樹の雫』『祇園祭』などがある。2015年2月2日死去。91歳没。

## 著書
- 『火山灰の道 句集』近藤書店, 1958
- 『営巣期 句集』牧羊社, 1976  改訂版 揺籃社, 1988.4
- 『堀口星眠集』(自註現代俳句シリーズ・ 俳人協会, 1979.4
- 『青葉木菟 句集』東京美術, 1983.10
- 『泉の楽 わかりやすい俳句集』揺籃社, 1987.12
- 『田園随想』本阿弥書店, 1988.5
- 『俳句登山 初めて俳句を作る人に』揺籃社, 1989.5
- 『樹の雫 句集』(現代俳句叢書 角川書店, 1990.11
- 『俳句お花畑 初心者のための秀句鑑賞』揺籃社, 1990.5
- 『堀口星眠 自選三百句』(俳句文庫) 春陽堂書店, 1992.5
- 『祇園祭 句集』深夜叢書社, 1992.7
- 『続・俳句お花畑 初心者のための秀句鑑賞』揺籃社, 1994.1
- 『俳句入門のために』揺籃社, 1995.6
- 『テーブルの下に 句集 H10年-H20年』堀口星眠句集刊行会, 2009.8
- 『テーブルの下に 句集 S61年-H9年』堀口星眠句集刊行会, 2009.8
- 『堀口星眠選集』三浦亜紀子選句 堀口星眠選集刊行会, 2014.4

編纂
- 『現代俳句の世界 2 水原秋桜子集』選 (朝日文庫) 1984.7